# Potsdamer Platz (Gemälde)
Potsdamer Platz ist der Titel eines großformatigen Gemäldes aus dem Zyklus der Straßenszenen des expressionistischen Malers Ernst Ludwig Kirchner aus dem Jahre 1914. Es zeigt in einer mitternächtlichen Szene zwei elegant gekleidete Kokotten, wie in Berlin die Prostituierten genannt wurden, die für Freier auf einer Verkehrsinsel am Berliner Potsdamer Platz posieren. Die Kunstgeschichte betrachtet es als Hauptwerk von Kirchners Berliner Bildern mit Straßenszenen aus der Zeit vor dem Ersten Weltkrieg. Seit 1987 ist es in der neuen Berliner Nationalgalerie ausgestellt.

## Geschichte, Bildinhalt und Provenienz
Das Bild hat das Hochformat 200 × 150 cm. Es befand sich jahrelang in diskretem Privatbesitz, kam 1987 als Leihgabe an die Berliner Nationalgalerie und wurde 1999 schließlich gekauft. Ausgestellt wurde das Werk unter anderem 1918 im Kunsthaus Zürich, 1958 im Museum Folkwang in Essen und in Raleigh, USA. Zu sehen war es auf der documenta II in Kassel, in Paris, in Düsseldorf und 1963 in der Darmstädter Ausstellung Zeugnisse der Angst in der modernen Kunst. Es folgte London 1964, und 1979 Berlin und Köln (Ausstellung anlässlich von Kirchners 100. Geburtstag). In den 1990er Jahren wurde das Werk in Madrid und Düsseldorf gezeigt.
Kirchners Bild gehört zu den sogenannten Berliner Straßenszenen, einer Serie von Bildern, die nach seinem Umzug von Dresden nach Berlin in den Jahren 1913 und 1914 entstanden sind. Es zeigt eine mitternächtliche Situation am Berliner Potsdamer Platz mit zahlreichen Figuren, die Passanten darstellen und sich in verschiedene Richtungen bewegen. Die Männer tragen schwarze Kleidung und drei Frauen sind rosa gekleidet. Im Vordergrund des Gemäldes auf einer Art Verkehrsinsel, die auch als perspektivisch sehr schräg dargestellten Präsentierteller, von dem man leicht abrutschen kann, aufgefasst werden kann, stehen dicht beieinander zwei elegant gekleidete Damen der Halbwelt, Prostituierte, die bereit für Anbahnungen sind. Die linke rothaarige Frau gibt sich als schwarzgekleidete Kriegerwitwe mit Gesichtsschleier, was auf eine Fertigstellung der Figur erst nach dem Kriegsbeginn im August 1914 schließen lässt, und wird im Profil gezeigt. Die rechte trägt ein preußischblaues Kleid und ist en face dargestellt. Beide tragen hochhackige schwarze Schuhe. Die blau gekleidete Frau scheint ihrer Kollegin mit dem rechten Fuß einen kleinen Schubs zu geben, sie soll wohl beiseitetreten. Die stolze Pose der Frauen wird durch die extravaganten Hüte und den abweisenden maskenhaften Gesichtsausdruck der schmalen Gesichter noch verstärkt. Die männlichen Figuren im Hintergrund sind mögliche Freier, die zur Kontaktaufnahme die Straße überqueren werden. Im Hintergrund des Bildes ist der Potsdamer Bahnhof zu erkennen, dessen Uhr Mitternacht anzeigt. Am linken Bildrand liegt ein Vergnügungspalast mit dem damals bekannten Treffpunkt Café Piccadilly, das spätere Haus Vaterland.
Die beiden Frauen sind die Nachtclubtänzerinnen Erna Schilling und ihre Schwester Gerda, Kirchners Berliner Freundinnen, mit denen er in einer Dreierbeziehung lebte. Sie sind in dem großformatigen Gemälde annähernd lebensgroß dargestellt. Kirchner empfahl daher, das Bild in Bodennähe zu hängen. Umgebung und Bildhintergrund mit den anderen Figuren erscheinen disproportioniert und verzerrt. Nicht der Platz ist das Thema des Werkes, sondern das Verhältnis der Figuren zueinander. Die Verbindung zwischen Vorder- und Hintergrund des Gemäldes bilden die links und rechts der Frauen platzierten Männer mit ihren gespreizten Beinen. Einer der Männer, derjenige, der von rechts auf die Frauen zuschreitet, hat nach Ansicht von Jens Bisky Ähnlichkeit mit Kirchners Künstlerkollegen Otto Mueller. Dessen besonders schräg auf dem Kopf sitzender Hut soll demnach auf die in der Luft liegende Katastrophe des Ersten Weltkriegs hinweisen: „Noch hat der Bürger den Hut auf dem Kopf. Aber bald wird er Hut und Kopf verlieren.“ Die Frauen wenden sich von den Männern ab, zieren sich, was die vom Künstler intendierte erotische Spannung zwischen den Figurengruppen noch erhöht. In diesem Bild gelingt es dem Künstler, eine atmosphärisch nervöse Spannung zwischen den isolierten und entfremdeten Einzelfiguren, der Architektur, der Szene und ihrer Farbigkeit zu erreichen. Die unwirklichen Rot- und Rosatöne, die ausstrahlenden Grüntöne des Straßenbelags, durchaus durch den hohen Grünanteil der Altberliner Gasbeleuchtung zu erklären, und die spitzwinkelige Komposition mit keilartigen, V-förmigen Zuspitzungen in den Vordergrund erzeugen ein aggressives Element in dem Bild. Kirchner selbst beschreibt in seinem Rückblick mit dem Titel Das Werk (von 1925), die Komposition seiner Straßenszenen als „gegenstandslose Empfindungen“, und dass „das Gefühl, das über einer Stadt liegt, wie sich die Menschen im Gedränge komponieren und in Bahnen bewegen“, als eine Art von „Kraftlinien“ aufgefasst werden kann. Das Bild wurde wahrscheinlich im Frühjahr 1914 begonnen, aber erst nach Kriegsbeginn im August fertiggestellt. Es gibt einen Holzschnitt von Ernst Ludwig Kirchner, der seitenverkehrt eine ähnliche Szenerie zeigt. Der amerikanische Kunsthistoriker und Spezialist für den deutschen Expressionismus, Donald E. Gordon, schreibt in seinen kritischen Verzeichnis der Werke Kirchners, dass in diesem Bild zum ersten Mal der architektonische Hintergrund des Potsdamer Platzes stark in Erscheinung trete, genau bestimmbar sei und daher die schon früher bei Kirchner gebräuchlichen Verzerrungen von Raum- und Größenverhältnissen ein erregendes Höchstmaß an Traumhaftigkeit und Abnormität erreichen.

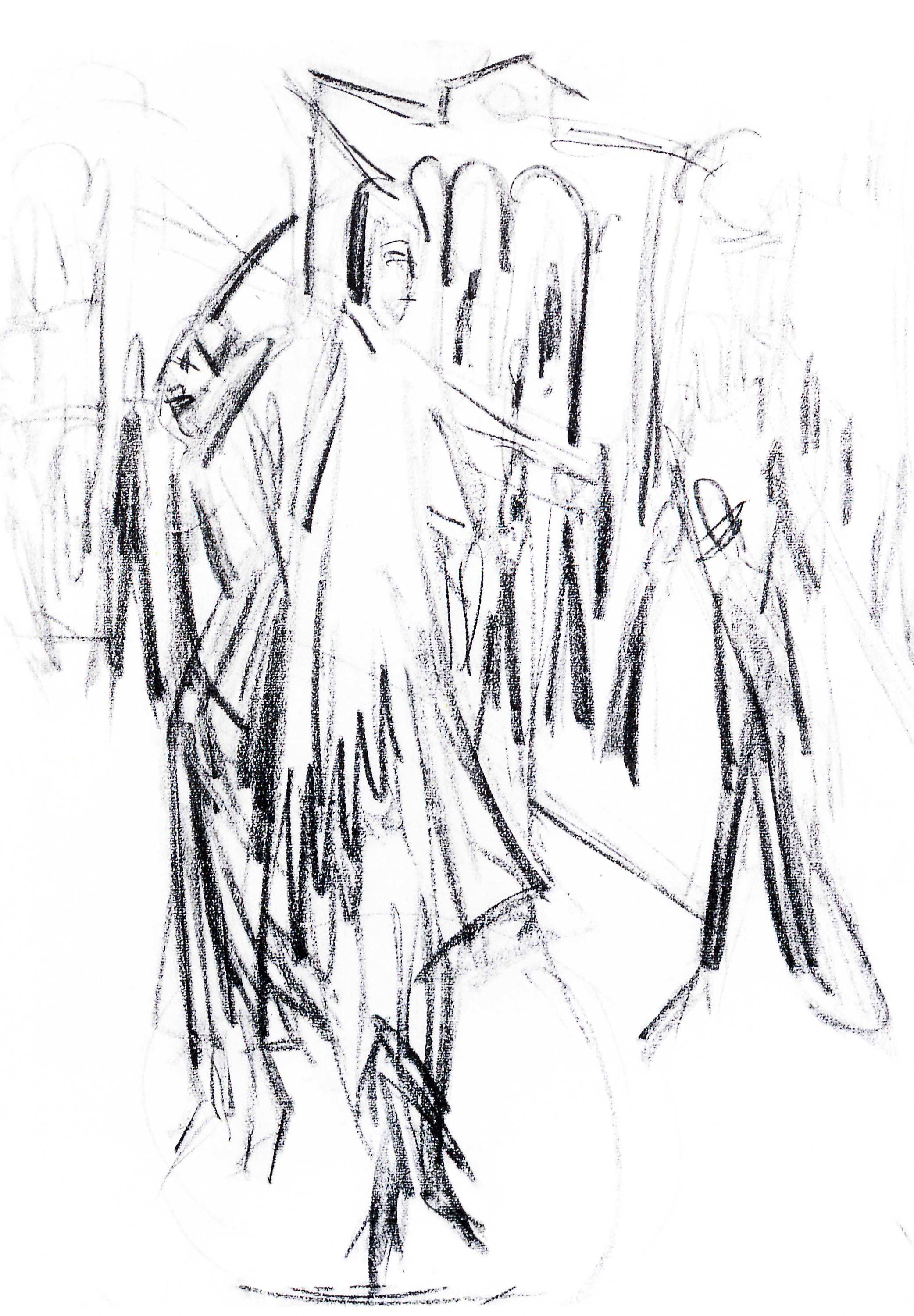
Kohlezeichnung (1914)

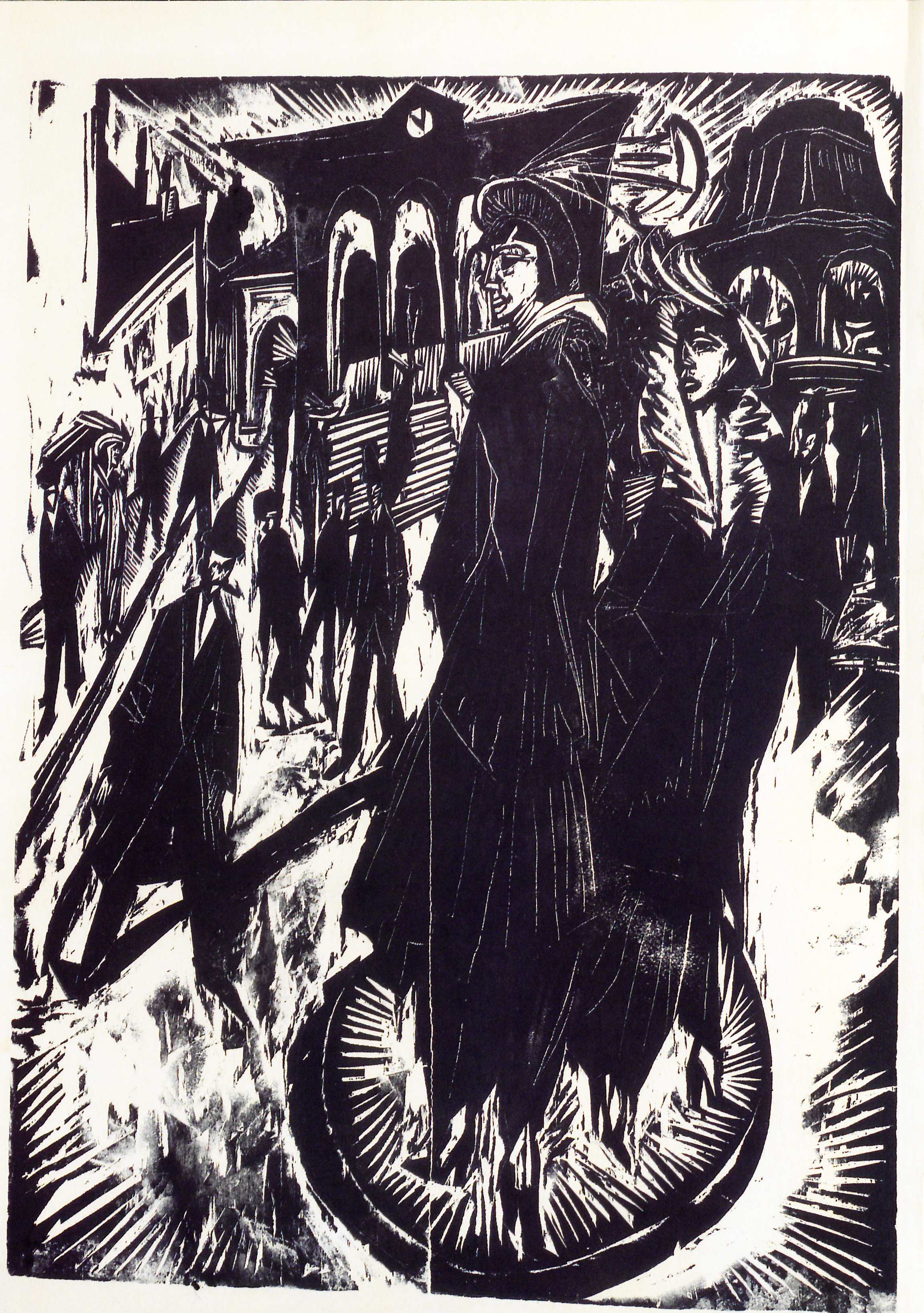
Holzschnitt (1914)

## Die Kriegerwitwe: Soziale Not und Prostitution
Die Darstellung der linken Frau als Kriegerwitwe hat nach Ansicht der Marburger Kunsthistorikerin Hyang-Sook Kim in diesem Bild Kirchners eine besondere Bedeutung. Prostituierte, die sich nach dem Deutsch-Französischen Krieg 1870/1871 als Witwen zu erkennen gaben, waren besser vor den Repressalien der Polizei geschützt. Die Kriegerwitwe steht einerseits für die gesellschaftliche Verpflichtung zur Trauer und Enthaltsamkeit, ist aber andererseits als junge Frau, die im Krieg ihren Ehemann verloren hat, durch ihre wirtschaftlich schlechte Lage – Renten wurden nach Dienstgrad gezahlt, nicht nach der Dauer des Kriegseinsatzes – auf das Verdienen des Lebensunterhalts, durchaus auch durch Prostitution, angewiesen. Sie ist wieder sexuell verfügbar und wird dadurch zum Objekt des anderen Geschlechts degradiert. In diesem Bild wirkt der Kopfschleier wie ein Käfig, was darauf schließen lässt, dass Kirchner die Absicht hatte, den Betrachtern dieses Bildes den Widerspruch der Gesellschaft jener Zeit zu verdeutlichen, in der einerseits soziale Missstände Kriegerwitwen zur Prostitution treiben konnten, andererseits aber die Frauen Trauer zu tragen hatten, und keine aufreizende Kleidung, Posen oder Gesten zeigen durften. Der Witwenschleier dient in der patriarchalischen Gesellschaft also der Kontrolle der weiblichen Sexualität. Ernst Ludwig Kirchners von Emotionen gesteuerte Sichtweise auf die Frauen reduziert sie nicht nur in diesem Bild zu seinen „Empfindungsträgern“. Hier manifestiert sich vor allem sein überspanntes seelisches Innenleben besonders deutlich. 1914 war für Kirchner ein besonderes Jahr, es schien, dass er nach der Auflösung der Künstlervereinigung Brücke auch allein in der Kunstwelt Erfolg haben würde, doch der Erste Weltkrieg machte seinen Hoffnungen ein Ende. Kirchner entwickelte zunehmend eine angstbedingte Nervosität, die später sogar als krankhaft bezeichnet werden konnte. 1915 meldete er sich zwar „freiwillig unfreiwillig“ zum Militär, aber seine persönliche Krise konnte er damit nicht überwinden, sie führte bei ihm vielmehr zu einer Änderung des Frauenbildes von der Fiktion eines idealen Zusammenlebens zu negativen Gefühlen, die zur Dämonisierung von Frauen und vor allem der Huren führte.